# 大阪空港本線料金所
大阪空港本線料金所（おおさかくうこうほんせんりょうきんじょ）は、大阪府豊中市にある阪神高速道路11号池田線の本線料金所。大阪市内方面のみに設置されている。

## 料金所

### 大阪市内方面
- ブース数：7
  - ETC専用：2（時間帯や混雑によってはETC/一般）
  - 一般：5

## 歴史
- 1969年（昭和44年）2月1日：豊中北 - 大阪空港間の開通と同時に供用開始。
- 2002年（平成14年）
  - 2月28日：料金所拡幅工事の進展に伴い、料金所施設を約120m池田寄りに移設するとともに5車線での暫定運用を開始[1]。
  - 6月4日：料金所拡幅工事が完成し、7車線の料金所となる[1]。

## 隣
阪神高速11号池田線
(11-07,11-08) 豊中南出入口 - (11-09) 豊中北出入口 - 大阪空港本線料金所 - (11-10) 大阪空港出入口 - 蛍池JCT - (11-11) 池田出入口